# São Miguel de Seide
São Miguel de Seide is een plaats (freguesia) in de Portugese gemeente Vila Nova de Famalicão en telt 1125 inwoners (2001).

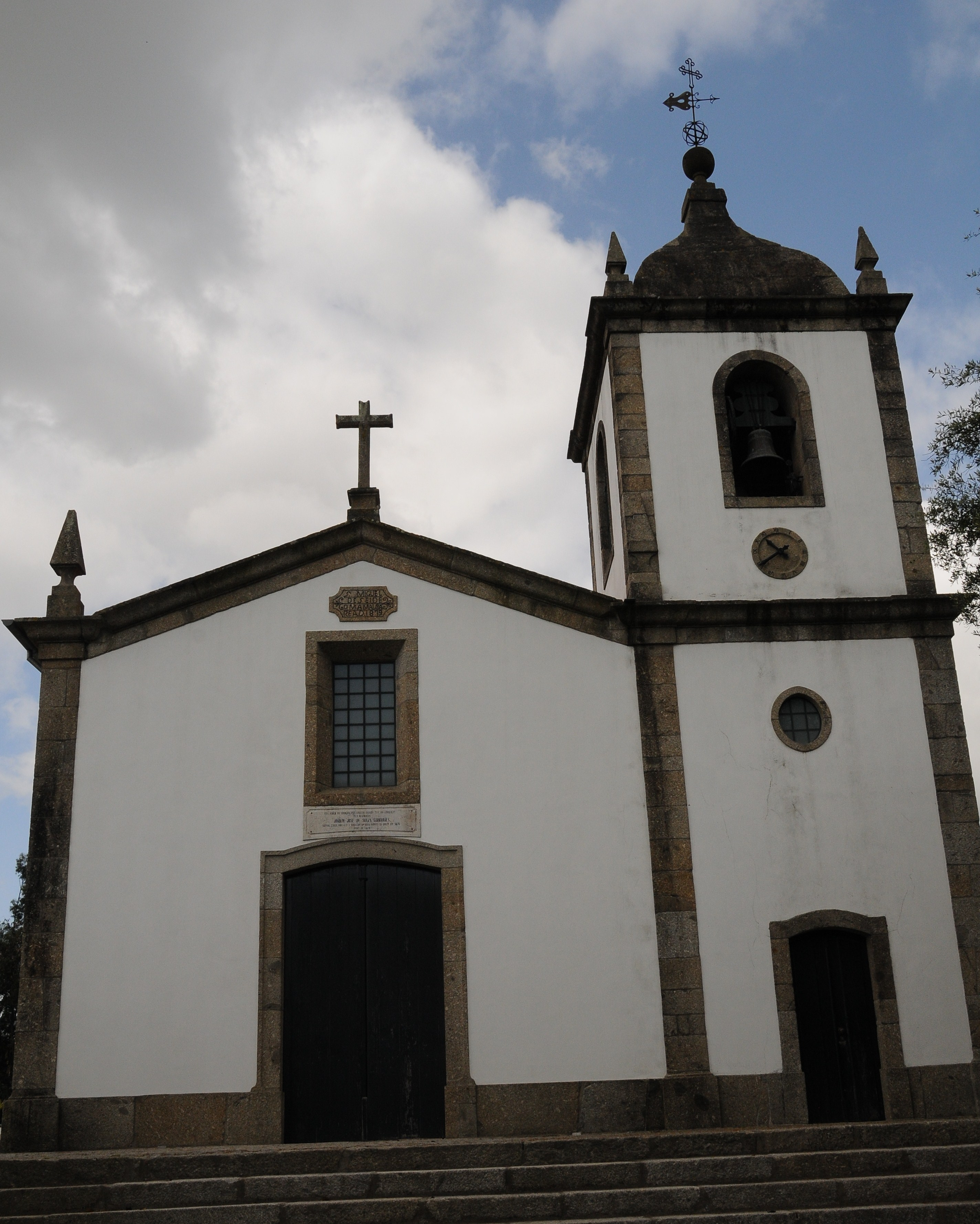
Kerk van São Miguel de Seide